# Súng bắn tỉa M24
Remington M24 Sniper Weapon System (Hệ thống vũ khí bắn tỉa, viết tắt là SWS) là phiên bản dành cho quân đội và cảnh sát của dòng súng bắn tỉa Remington Model 700. Khẩu súng này mang tên M24 sau khi được quân đội Mỹ chấp nhận là súng bắn tỉa tiêu chuẩn vào năm 1988. M24 được gọi là Hệ thống vũ khí bắn tỉa vì không chỉ đơn thuần là một khẩu súng, mà nó còn đi kèm với ống ngắm cũng như nhiều loại phụ kiện khác.

## Thông số kỹ thuật

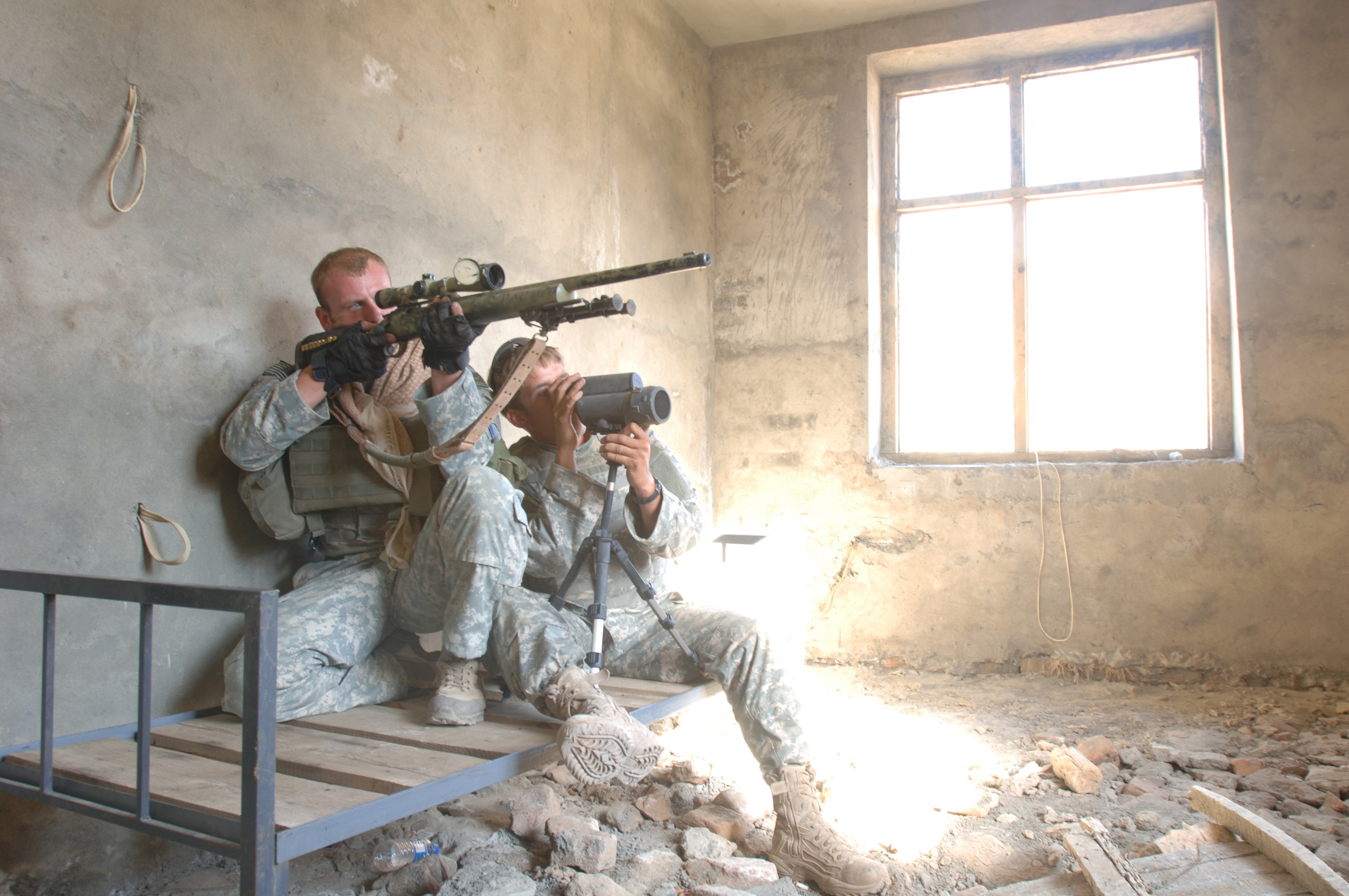
Đội bắn tỉa Mỹ với khẩu M24.

Kính ngắm: Mặc định, súng sẽ được trang bị loại ống ngắm có thể điều chỉnh cự ly Leupold-Stewens M3 Ultra có độ phóng đại 10 lần với điểm ngắm chữ thập có chia chấm nhỏ.
Vào năm 1998, M24 bắt đầu sử dụng loại Leupold Mk 4 LR/T M3 có độ phóng đại 10x như một sự thay thế rẻ hơn và chính xác hơn. Cả hai loại kính này đều được kẻ ô để tìm cự ly mục tiêu, cũng như bù gió. Ngoài ra, M24 còn có thể gắn kèm ống ngắm nhìn đêm AN/PVS-10 bên cạnh thước ngắm dự phòng Redfield-Palma có thể tháo rời. Vào năm 2001, khi Remington Arms có hợp đồng thứ hai với quân đội Mỹ, thước ngắm dự phòng Redfield-Palma đã bị thay thế bởi OK Weber.
Nòng súng: Nòng của súng được làm bằng thép không gỉ 416R có tuổi thọ cao, được làm xoắn theo tỉ lệ 1: 285,72 mm với 5 rãnh hướng về phía tay phải. Theo lý giải của nhà sản xuất, như vậy sẽ không có rãnh nào đối xứng với nhau, dẫn đến ít tác động vào đường đạn, xoắn viên đạn một cách nhất quán hơn. Mỗi rãnh được cắt theo góc 65° so với 90° trong các loại nòng thông thường, điều này giúp nòng sạch hơn giữa các lần bắn. Đầu nòng cũng có thể gắn nòng giảm thanh khi thực hiện một số nhiệm vụ đặc biệt.
Báng súng: Báng của M24 được thiết kế theo tiêu chuẩn H-S Precision PST-011 của Remington với chất liệu tiên tiến như polymer, sợi thủy tinh, sợi carbon cũng như Kevlar để giảm trọng lượng của súng. Cuối báng có phần mở rộng giúp tăng độ dài tối đa thêm 69 mm thông qua một con lăn nhỏ đặt ở giữa báng, trong báng có khoang để chứa dụng cụ sửa chữa.
Độ chính xác:
- 200 thước (183 m): 1.3 inches
- 273 thước (250 m): 1.4 inches
- 300 thước (274 m): 1.9 inches

## Các biến thể

### XM24A1
Biến thể dùng đạn .300 Winchester Magnum (7.62×67mm). Tuy nhiên, nó không được quân đội Mỹ thông qua vì lo ngại rằng không có đủ loại đạn.300 Winchester Magnum để sử dụng.

### M24A2
Remington đã phát triển một phiên bản cải tiến của khẩu M24, được gọi là M24A2. M24A2 có một hộp tiếp đạn 5 viên có thể tháo rời và thanh ray Picatinny gắn trên thân súng, ngoài ra Remington còn chỉnh sửa nòng súng để nó có thể gắn được nòng giảm thanh, cũng như cải tiến phần báng.

### M24A3
Remington đã phát triển M24A3 SWS, một biến thể của M24 sử dụng loại đạn .338 Lapua Magnum (8,58×70mm) nạp từ hộp tiếp đạn 5 viên có thể tháo rời. Súng được trang bị kính ngắm ban ngày Leupold Mk 4 M1LR/T 8.5–25×50mm Variable Power. Ngoài ra, súng cũng có thể sử dụng Điểm ruồi Dự phòng Trước-Sau (Back-Up Iron Sights, viết tắt BUIS) trong trường hợp khẩn cấp (BUIS là phụ kiện tiêu chuẩn, có thể gắn vào Thanh ray Picatinny nằm trên thân súng và chạy dọc theo nòng).

### 2010 M24E1 Enhanced Sniper Rifle

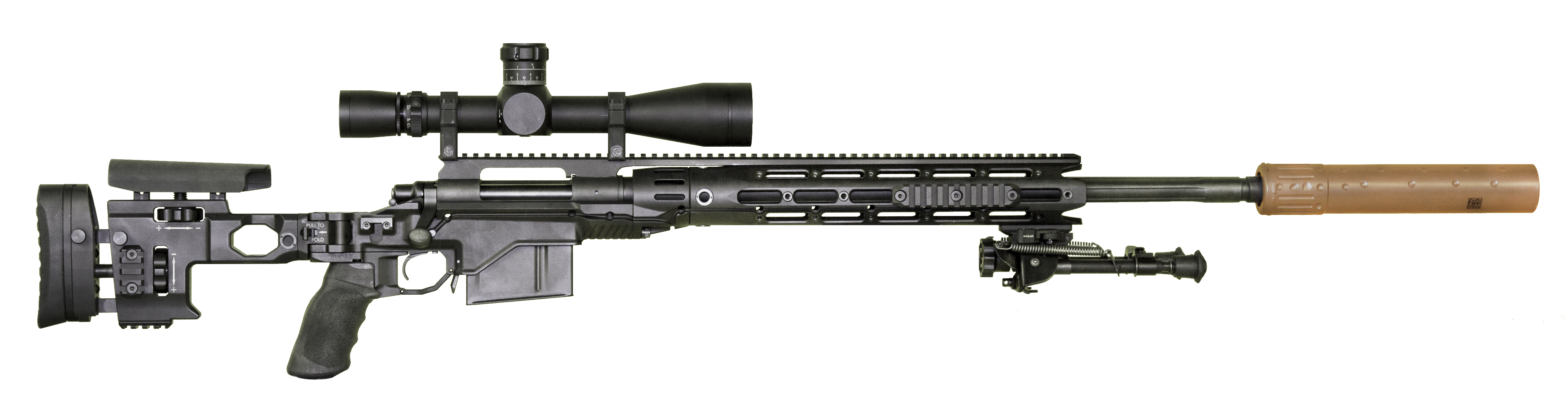
Hệ thống vũ khí bắn tỉa M24E1/XM2010 dùng đạn.300 Winchester Magnum.

## Loại đạn phù hợp
- 7.62 × 51mm M118 Match Grade
- 7.62 × 51mm M118LR Long Range
- 7.62 × 51mm MK 316 MOD 0 Special Ball, Long Range
- IMI 7.62 × 51mm Long Range Match 175 grain

## Quốc gia sử dụng
- Afghanistan: Quân đội quốc gia Afghanistan.[4]
- Algeria: Được sử dụng bởi Quân đội nhân dân quốc gia (Algeria)[5]
- Argentina: Sử dụng bởi quân đội Argentina và Hải quân Argentina.[cần dẫn nguồn]
- Bangladesh: Sử dụng bởi SWADS, Tiểu đoàn Black Eagle của Quân đội Bangladesh.
- Brasil: Sử dụng bởi Lữ đoàn hoạt động đặc biệt Brasil[6]
- Hungary:[7]
- Iraq: Quân đội Iraq[8] và Lực lượng đặc biệt Iraq.[9]
- Israel: Lực lượng quốc phòng Israel.[10]
- Georgia [11]
- Nhật Bản:[12] Sử dụng bởi các tay súng bắn tỉa JGSDF, lính dù của Lữ đoàn lính dù 1, Đơn vị nội trú đặc biệt và Lực lượng đặc biệt.[13][14]
- Lebanon[15] M24 được sử dụng bởi lực lượng an ninh và quân đội Lebanon
- Malaysia: Sử dụng bởi PASKAL thuộc hải quân hoàng gia Malaysia[16]
- Pakistan: Trang bị cho SSG[cần dẫn nguồn]
- Philippines: Quân đội Philippines và thủy quân lục chiến.[cần dẫn nguồn]
- Hoa Kỳ: Sử dụng bởi quân đội Hoa Kỳ và lực lượng không quân Hoa Kỳ.[17] Ngoài ra cũng được trang bị cho các đội SWAT khác nhau.[18]
- Hàn Quốc: Sử dụng Quốc quân Đại Hàn Dân Quốc và Các lực lượng đặc nhiệm Hàn Quốc.